# Fiat Idea
El Fiat Idea (Proyecto 195), es un minimonovolumen diseñado por el fabricante de automóviles italiano Fiat y el Centro de diseño Turinés I.DE.A Institute S.p.A.(acrónimo de Institute of Development in Automotive Engineering), del cual toma su nombre.  Fue producido desde 2003 hasta 2012 en Europa (Turín, Italia) y en la planta de Fiat Betim en Brasil hasta 2016, año en que se descontinuó.
El modelo tiene correspondencia técnica con el vehículo Opel Meriva de GME, fruto del acuerdo industrial entre los dos fabricantes durante el período 2003 - 2007. 
Su disposición es la de un vehículo de tracción delantera con motor delantero transversal, y carrocería autoportante de 5 plazas.
Como curiosidad durante el año 2013,  se cita que fue usado por el papa Francisco para trasladarse por Río de Janeiro durante su visita a Brasil.

## Equipamiento

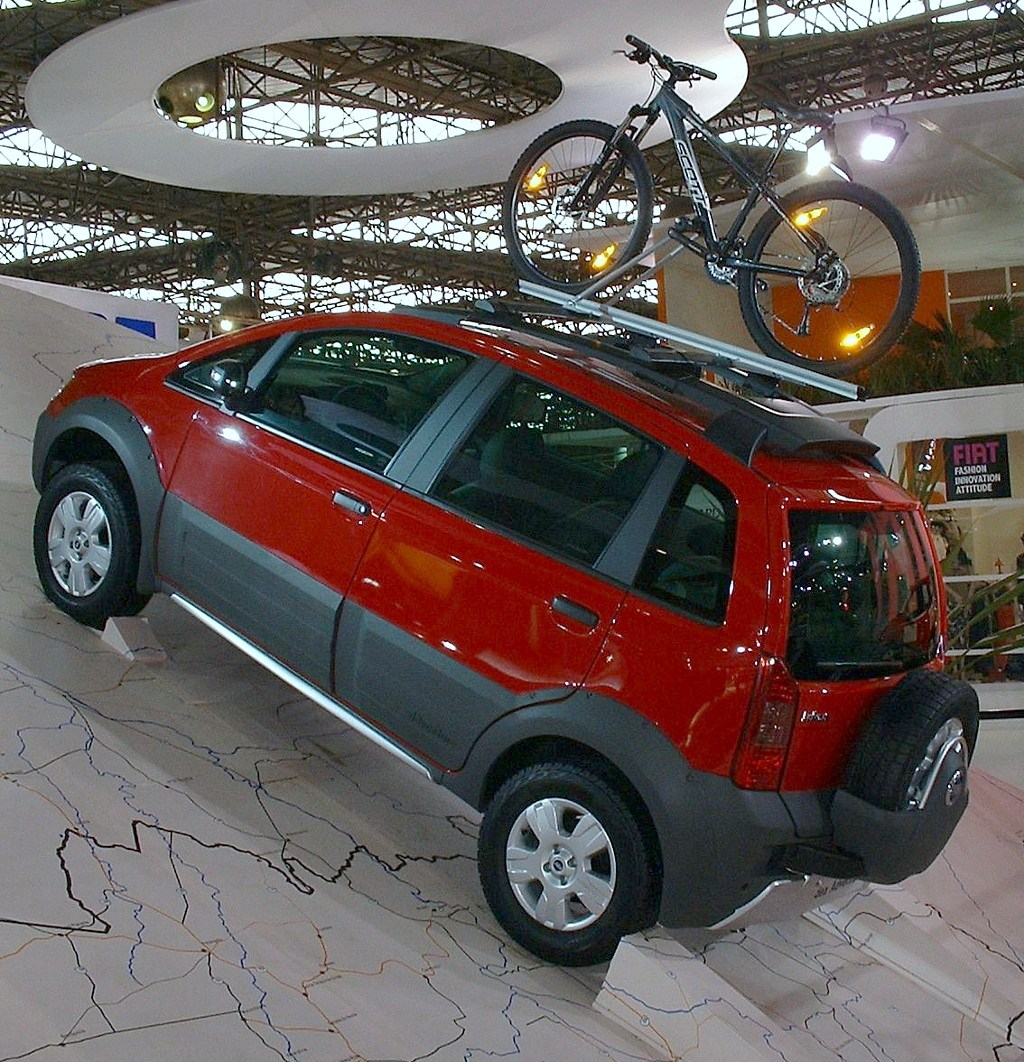
Idea Adventure 2008 en Betim, Brasil

El Idea incorpora elementos de equipamiento como: el techo solar Skydome, sensor de estacionamiento y crepuscular, cierre centralizado con comando a distancia y alarma,  encendido automático de luces y limpiaparabrisas, follow me home, computadora de a bordo y reproductor de CD con formato MP3 así como sistema de comunicaciones e infoentretenimiento Blue&Me.
Los vidrios laterales laminados reducen el nivel de ruido, aumentan la seguridad y filtran los rayos ultravioleta. El asiento del conductor con regulación de altura, el asiento trasero para tres pasajeros, y varios portaobjetos aumentan el confort.
Entre los elementos de seguridad incorpora dirección eléctrica Dualdrive, EBD, ABS, 4 airbags (frontales y laterales), 5 reposacabezas, los traseros son de tipo coma, asientos tipo anti-submarining.
Para el Mercosur se ofrece una versión tipo off road llamada "Adventure" la cual cuenta con diferente exterior agregando en la defensa trasera la llanta de refacción, así como también disponible el sistema Locker con el cual se puede bloquear el diferencial para una tracción 2x4.[cita requerida]

## Motorizaciones
El Idea está disponible con tres motorizaciones gasolina y dos diésel, todas de cuatro cilindros. Los motores a gasolina son dos el motores FIRE de 1.4 litros de 82 CV, y el motor Fiat PowerTrain de 1.8 litros 8V. Este último fue diseñado en colaboración con General Motors, tiene 110 CV de potencia máxima y una generosa curva de par máximo de más de 17.7 kg a menos de 2800 rpm.
Los motores Diésel son JTD y F9Q con tecnología MultiJet, dotados de turbocompresor, inyección directa common-rail e intercooler: un 1.3 litros de 69 o 90 CV de potencia máxima; y un 1.9 litros de 101 CV.
Para el Mercosur solamente están disponibles los motores a gasolina FIRE EVO de 1.4 L, el nuevo 1.6 litros de 115 CV E-Torq y el 1.8 litros de 130 CV E-Torq. Es posible elegir entre dos tipos de cambio. Uno manual de cinco o seis velocidades y el cambio robotizado Dualogic (versión solo para el pais brasilero).[cita requerida]

## Fábricas
Se produjo en las siguientes plantas:[cita requerida]
- Fiat Mirafiori
- Fiat Betim

## Publicidad
George Clooney protagonizó el anuncio televisivo diseñado para la presentación mundial del Idea rodado en el lago Como y que finalizaba con el eslogan "George not included" (George no incluido).[cita requerida]